# Донченко, Даниил Михайлович
Даниил Михайлович Донченко (род. 8 октября 1971) — российский актёр, заслуженный артист Российской Федерации.

## Биография
В 1994 году окончил Государственный театральный институт (Екатеринбург) по специальности «актёр драматического театра и кино», педагог — В. И. Марченко. В настоящее время работает в Новгородском театре драмы.

## Театральные работы
- Карл Моор («Разбойники» — Шиллер Ф.)
- лейтенант Рокка («Героическая комедия» — Брукнер Ф.)
- Мозгляков («Дядюшкин сон» — Достоевский Ф. М.)
- Принц («Золушка» — Львович Шварц Е. Л.)
- Сашенька («Беда от нежного сердца» — Соллогуб В. А.)
- Городничий — «Ревизор» (Н. В. Гоголь)
- Принц Уэльский — «Гений и беспутство („Кин IV“)» (Г. Горин)
- Солдат 1 — «Зима» (Е. Гришковец)
- Григорий — «Скажи, что ты меня прощаешь» (И. Грекова, П. Лунгин)
- Роберт Уэстерби — «Миссис Пайпер ведет следствие» (Дж. Поплуэлл)
- Князь Гвидон — «Сказка о царе Салтане» (А. С. Пушкин)
- Али — «Синдбад-Мореход» (В. Шульжик, Ю. Фридман)
- Александр Васильевич — «Петербургское сватовство» (П. Федоров, Соллогуб В. А.)